# Cynometra beddomei
Cynometra beddomei är en ärtväxtart som beskrevs av David Prain. Cynometra beddomei ingår i släktet Cynometra, och familjen ärtväxter. IUCN kategoriserar arten globalt som utdöd. Inga underarter finns listade i Catalogue of Life.